# Puerta de Boadilla
Puerta de Boadilla è la stazione capolinea della linea ML3 della rete tranviaria di Madrid.
Si trova presso la Avenida Sgilo XXI, all'incrocio con la Glorieta Virgen de la Paz, nel comune di Boadilla del Monte.

## Storia
È stata inaugurata il 27 luglio 2007 insieme alle altre stazioni della linea.